# Campeonato Catarinense 2023
El Campeonato Catarinense de Fútbol 2023 fue la 98.ª edición de la primera división de fútbol del estado de Santa Catarina. El torneo fue organizado por la Federação Catarinense de Futebol (FCF). El torneo comenzó el 14 de enero y finalizó el 8 de abril.
Criciúma se consagró campeón tras vencer en la final a Brusque, logrando así su título estatal número 11, diez años después del último obtenido y tras haber estado en la segunda división estatal la temporada pasada.

## Sistema de juego[2]

### Primera fase
Los 12 equipos se enfrentan en modalidad de todos contra todos a una sola rueda. Culminadas las once fechas, los ocho primeros puestos acceden a los cuartos de final. Los dos últimos posicionados descenderán a Segunda División.

### Segunda fase
- Cuartos de final: Los enfrentamientos de cuartos de final se emparejan con respecto al puntaje de la primera fase, de la siguiente forma:
  - 1.º vs. 8.º
  - 2.º vs. 7.º
  - 3.º vs. 6.º
  - 4.º vs. 5.º

- Semifinales: Los enfrentamientos de las semifinales se jugarán de la siguiente forma:
  - (1.º vs. 8.º) vs. (4.º vs. 5.º)
  - (2.º vs. 7.º) vs. (3.º vs. 6.º)

- Final: Los dos ganadores de las semifinales disputan la final.

- Nota 1: Tanto cuartos de final, semifinales como la final se juegan en partidos de ida y vuelta, comenzando la llave como local el equipo con menor puntaje en la primera fase.
- Nota 2: En caso de empate en puntos y diferencia de goles en cualquier llave, será ganador el equipo con mayor puntaje en la primera fase.

### Tabla final
La tabla de posiciones final se basa en las actuaciones de los clubes en la primera y en las fases finales, sirviendo para definir los cupos a los distintos torneos nacionales. Al campeón se le asignará la primera posición, al subcampeón la segunda posición, a los eliminados en semifinales se les asignará el tercer y cuarto puesto (ordenándoseles según su posición en la primera fase), del quinto al octavo lugar se les asignará a los equipos eliminados en cuartos de final (ordenándoseles según su posición en la primera fase). Los equipos eliminados en primera fase mantienen su posición.

## Equipos participantes
| Equipo               | Ciudad             | Estadio (Capacidad)             | Posición 2022      | Títulos (último) |
| -------------------- | ------------------ | ------------------------------- | ------------------ | ---------------- |
| Atlético Catarinense | São José           | Orlando Scarpelli (19 584)      | 2.º (2.ª división) | 0                |
| Avaí                 | Florianópolis      | Ressacada (17 800)              | 8.º                | 18 (2021)        |
| Barra                | Balneario Camboriú | Gigantão das Avenidas (6010)    | 10.º               | 0                |
| Brusque              | Brusque            | Augusto Bauer (5000)            | Campeón            | 2 (2022)         |
| Camboriú             | Camboriú           | Robertão (3300)                 | 2.º                | 0                |
| Chapecoense          | Chapecó            | Arena Condá (20 089)            | 6.º                | 7 (2020)         |
| Concórdia            | Concórdia          | Domingos Machado de Lima (5000) | 3.º                | 0                |
| Criciúma             | Criciúma           | Heriberto Hülse (19 225)        | 1.º (2.ª división) | 10 (2013)        |
| Figueirense          | Florianópolis      | Orlando Scarpelli (19 584)      | 4.º                | 18 (2018)        |
| Hercílio Luz         | Tubarão            | Aníbal Torres Costa (3570)      | 5.º                | 2 (1958)         |
| Joinville            | Joinville          | Arena Joinville (20 160)        | 9.º                | 12 (2001)        |
| Marcílio Dias        | Itajaí             | Gigantão das Avenidas (6010)    | 7.º                | 1 (1963)         |

| Crecimiento | Equipos provenientes del Campeonato Catarinense de Segunda División 2022. |

## Primera fase

### Tabla de posiciones
| Pos. | Equipo               | Pts. | PJ | G | E | P  | GF | GC | Dif. | Clasificación          |
| ---- | -------------------- | ---- | -- | - | - | -- | -- | -- | ---- | ---------------------- |
| 1    | Hercílio Luz         | 22   | 11 | 6 | 4 | 1  | 9  | 3  | +6   | Fase final.            |
| 2    | Chapecoense          | 20   | 11 | 5 | 5 | 1  | 16 | 7  | +9   | Fase final.            |
| 3    | Brusque              | 19   | 11 | 4 | 7 | 0  | 11 | 6  | +5   | Fase final.            |
| 4    | Criciúma             | 18   | 11 | 4 | 6 | 1  | 12 | 6  | +6   | Fase final.            |
| 5    | Avaí                 | 17   | 11 | 5 | 2 | 4  | 18 | 14 | +4   | Fase final.            |
| 6    | Concórdia            | 16   | 11 | 3 | 7 | 1  | 9  | 5  | +4   | Fase final.            |
| 7    | Barra                | 13   | 11 | 3 | 4 | 4  | 10 | 14 | −4   | Fase final.            |
| 8    | Figueirense          | 12   | 11 | 3 | 3 | 5  | 11 | 13 | −2   | Fase final.            |
| 9    | Joinville            | 12   | 11 | 2 | 6 | 3  | 10 | 6  | +4   |                        |
| 10   | Marcílio Dias        | 11   | 11 | 3 | 2 | 6  | 8  | 15 | −7   |                        |
| 11   | Camboriú             | 11   | 11 | 2 | 5 | 4  | 7  | 14 | −7   | Descenso de categoría. |
| 12   | Atlético Catarinense | 1    | 11 | 0 | 1 | 10 | 2  | 20 | −18  | Descenso de categoría. |

 Fuente: FCF
Criterios de clasificación: 1) Puntos; 2) Partidos ganados; 3) Diferencia de gol; 4) Goles anotados; 5) Enfrentamiento directo entre los equipos en cuestión; 6) Menor cantidad de tarjetas rojas; 7) Menor cantidad de tarjetas amarillas; 8) Sorteo.

### Resultados
| Local \ Visitante    | ATL | AVA | BAR | BRU | CAM | CHA | CON | CRI | FIG | HER | JOI | MAR |
| -------------------- | --- | --- | --- | --- | --- | --- | --- | --- | --- | --- | --- | --- |
| Atlético Catarinense | —   | 0–2 | —   | 0–0 | —   | —   | —   | —   | —   | 0–1 | 0–4 | 1–2 |
| Avaí                 | —   | —   | —   | 1–1 | 3–0 | —   | 1–0 | 2–2 | 4–0 | —   | —   | —   |
| Barra                | 1–0 | 4–3 | —   | —   | —   | 0–0 | —   | 0–1 | —   | —   | —   | 3–1 |
| Brusque              | —   | —   | 2–0 | —   | 1–1 | —   | 0–0 | 1–1 | 3–2 | 2–1 | —   | —   |
| Camboriú             | 1–0 | —   | 2–2 | —   | —   | —   | 1–1 | 0–3 | 1–0 | —   | 0–0 | —   |
| Chapecoense          | 3–1 | 2–0 | —   | 0–0 | 3–1 | —   | —   | 1–1 | —   | —   | —   | 3–0 |
| Concórdia            | 3–0 | —   | 0–0 | —   | —   | 2–2 | —   | —   | 0–0 | 0–0 | 1–0 | —   |
| Criciúma             | 2–0 | —   | —   | —   | —   | —   | 0–0 | —   | 1–0 | —   | 1–1 | 0–1 |
| Figueirense          | 1–0 | —   | 4–0 | —   | —   | 0–1 | —   | —   | —   | 1–1 | 1–1 | 2–1 |
| Hercílio Luz         | —   | 1–0 | 1–0 | —   | 0–0 | 1–0 | —   | 0–0 | —   | —   | 1–0 | —   |
| Joinville            | —   | 3–0 | 0–0 | 0–1 | —   | 1–1 | —   | —   | —   | —   | —   | 0–0 |
| Marcílio Dias        | —   | 1–2 | —   | 0–0 | 1–0 | —   | 1–2 | —   | —   | 0–2 | —   | —   |

## Fase final

#### Cuadro de desarrollo
|  | Cuartos de final  | Cuartos de final  | Cuartos de final  | Cuartos de final  | Cuartos de final  |   |   | Semifinales       | Semifinales       | Semifinales       | Semifinales       | Semifinales       |  |   | Final          | Final          | Final          | Final          | Final          |  |
|  | 18 al 23 de marzo | 18 al 23 de marzo | 18 al 23 de marzo | 18 al 23 de marzo | 18 al 23 de marzo |   |   | 25 al 29 de marzo | 25 al 29 de marzo | 25 al 29 de marzo | 25 al 29 de marzo | 25 al 29 de marzo |  |   | 1 y 8 de abril | 1 y 8 de abril | 1 y 8 de abril | 1 y 8 de abril | 1 y 8 de abril |  |
|  |                   |                   |                   |                   |                   |   |   |                   |                   |                   |                   |                   |  |   |                |                |                |                |                |  |
|  |                   |                   |                   |                   |                   |   |   |                   |                   |                   |                   |                   |  |   |                |                |                |                |                |  |
|  | 3                 | Brusque           | 0                 | 2                 | 2                 |   |   |                   |                   |                   |                   |                   |  |   |                |                |                |                |                |  |
|  | 3                 | Brusque           | 0                 | 2                 | 2                 |   |   |                   |                   |                   |                   |                   |  |   |                |                |                |                |                |  |
|  | 6                 | Concórdia         | 0                 | 0                 | 0                 |   |   |                   |                   |                   |                   |                   |  |   |                |                |                |                |                |  |
|  | 6                 | Concórdia         | 0                 | 0                 | 0                 |   | 3 | Brusque           | 2                 | 3                 | 5                 |                   |  |   |                |                |                |                |                |  |
|  |                   |                   |                   |                   |                   |   | 3 | Brusque           | 2                 | 3                 | 5                 |                   |  |   |                |                |                |                |                |  |
|  |                   |                   | 7                 | Barra             | 1                 | 1 | 2 |                   |                   |                   |                   |                   |  |   |                |                |                |                |                |  |
|  | 2                 | Chapecoense       | 7                 | Barra             | 1                 | 1 | 2 | 0                 | 1                 | 1                 |                   |                   |  |   |                |                |                |                |                |  |
|  | 2                 | Chapecoense       |                   |                   |                   |   |   |                   |                   | 1                 |                   |                   |  |   |                |                |                |                |                |  |
|  | 7                 | Barra             | 2                 | 2                 | 4                 |   |   |                   |                   |                   |                   |                   |  |   |                |                |                |                |                |  |
|  | 7                 | Barra             | 2                 | 2                 | 4                 |   |   |                   |                   |                   |                   |                   |  | 3 | Brusque        | 0              | 0              | 0              |                |  |
|  |                   |                   |                   |                   |                   |   |   |                   |                   |                   |                   |                   |  | 3 | Brusque        | 0              | 0              | 0              |                |  |
|  |                   |                   | 4                 | Criciúma          | 1                 | 1 | 2 |                   |                   |                   |                   |                   |  |   |                |                |                |                |                |  |
|  | 1                 | Hercílio Luz      | 4                 | Criciúma          | 1                 | 1 | 2 | 1                 | 0                 | 1                 |                   |                   |  |   |                |                |                |                |                |  |
|  | 1                 | Hercílio Luz      |                   |                   |                   |   |   |                   |                   | 1                 |                   |                   |  |   |                |                |                |                |                |  |
|  | 8                 | Figueirense       | 0                 | 0                 | 0                 |   |   |                   |                   |                   |                   |                   |  |   |                |                |                |                |                |  |
|  | 8                 | Figueirense       | 0                 | 0                 | 0                 |   | 1 | Hercílio Luz      | 0                 | 2                 | 2                 |                   |  |   |                |                |                |                |                |  |
|  |                   |                   |                   |                   |                   |   | 1 | Hercílio Luz      | 0                 | 2                 | 2                 |                   |  |   |                |                |                |                |                |  |
|  |                   |                   | 4                 | Criciúma          | 2                 | 1 | 3 |                   |                   |                   |                   |                   |  |   |                |                |                |                |                |  |
|  | 4                 | Criciúma (p)      | 4                 | Criciúma          | 2                 | 1 | 3 | 0                 | 0                 | 0 (14)            |                   |                   |  |   |                |                |                |                |                |  |
|  | 4                 | Criciúma (p)      |                   |                   |                   |   |   |                   |                   | 0 (14)            |                   |                   |  |   |                |                |                |                |                |  |
|  | 5                 | Avaí              | 0                 | 0                 | 0 (13)            |   |   |                   |                   |                   |                   |                   |  |   |                |                |                |                |                |  |
|  | 5                 | Avaí              | 0                 | 0                 | 0 (13)            |   |   |                   |                   |                   |                   |                   |  |   |                |                |                |                |                |  |
|  |                   |                   |                   |                   |                   |   |   |                   |                   |                   |                   |                   |  |   |                |                |                |                |                |  |

Nota: El equipo que ocupa la primera línea es el que define la serie como local.

| Bandera del estado de Santa Catarina |
| Campeón                              |
| Criciúma 11.° título                 |

## Clasificación final
| Pos. | Equipo               | Pts. | PJ | G | E | P  | GF | GC | Dif. | Clasificación          |
| ---- | -------------------- | ---- | -- | - | - | -- | -- | -- | ---- | ---------------------- |
| 1.°  | Criciúma (C)         | 29   | 17 | 7 | 8 | 2  | 17 | 8  | +9   | Copa de Brasil 2024.   |
| 2.°  | Brusque              | 29   | 17 | 7 | 8 | 2  | 18 | 10 | +8   | Copa de Brasil 2024.   |
| 3.°  | Hercílio Luz         | 29   | 15 | 8 | 5 | 2  | 12 | 6  | +6   | Serie D 2024.          |
| 4.°  | Barra                | 19   | 15 | 5 | 4 | 6  | 16 | 20 | −4   | Serie D 2024.          |
| 5.°  | Chapecoense          | 20   | 13 | 5 | 5 | 3  | 17 | 11 | +6   |                        |
| 6.°  | Avaí                 | 19   | 13 | 5 | 4 | 4  | 18 | 14 | +4   |                        |
| 7.°  | Concórdia            | 17   | 13 | 3 | 8 | 2  | 9  | 7  | +2   | Serie D 2024.          |
| 8.°  | Figueirense          | 13   | 13 | 3 | 4 | 6  | 11 | 14 | −3   |                        |
| 9.°  | Joinville            | 12   | 11 | 2 | 6 | 3  | 10 | 6  | +4   |                        |
| 10.° | Marcílio Dias        | 11   | 11 | 3 | 2 | 6  | 8  | 15 | −7   | Copa de Brasil 2024.   |
| 11.° | Camboriú             | 11   | 11 | 2 | 5 | 4  | 7  | 14 | −7   | Segunda División 2024. |
| 12.° | Atlético Catarinense | 1    | 11 | 0 | 1 | 10 | 2  | 20 | −18  | Segunda División 2024. |

Reglas de clasificación: 1) Puntos; 2) Partidos ganados; 3) Diferencia de gol; 4) Goles anotados; 5) Enfrentamiento directo entre los equipos en cuestión; 6) Menor cantidad de tarjetas rojas; 7) Menor cantidad de tarjetas amarillas; 8) Sorteo.

## Goleadores
| Pos. | Jugador           | Equipo       | Goles |
| ---- | ----------------- | ------------ | ----- |
| 1    | Waguininho        | Avaí         | 5     |
|      | Adilson Bahia     | Barra        | 5     |
|      | Fabinho           | Criciúma     | 5     |
| 4    | Olávio            | Brusque      | 4     |
|      | Maxwell           | Chapecoense  | 4     |
|      | Calyson Rosa      | Camboriú     | 4     |
|      | Juliano           | Concórdia    | 4     |
|      | Everton Bala      | Brusque      | 4     |
|      | Guilherme Queiróz | Brusque      | 4     |
|      | André             | Hercílio Luz | 4     |
|      | Anderson Ligeiro  | Hercílio Luz | 4     |